# Madrid, Cundinamarca
Madrid là một khu tự quản thuộc tỉnh Cundinamarca, Colombia. Thủ phủ của khu tự quản Madrid đóng tại Madrid Khu tự quản Madrid có diện tích ki lô mét vuông. Đến thời điểm ngày 28 tháng 5 năm 2005, khu tự quản Madrid có dân số 39212 người.